# Hybolasius fasciatus
Hybolasius fasciatus är en skalbaggsart som beskrevs av Thomas Broun 1881. Hybolasius fasciatus ingår i släktet Hybolasius och familjen långhorningar. Inga underarter finns listade i Catalogue of Life.